# Einheits-Nebenbahnwagen

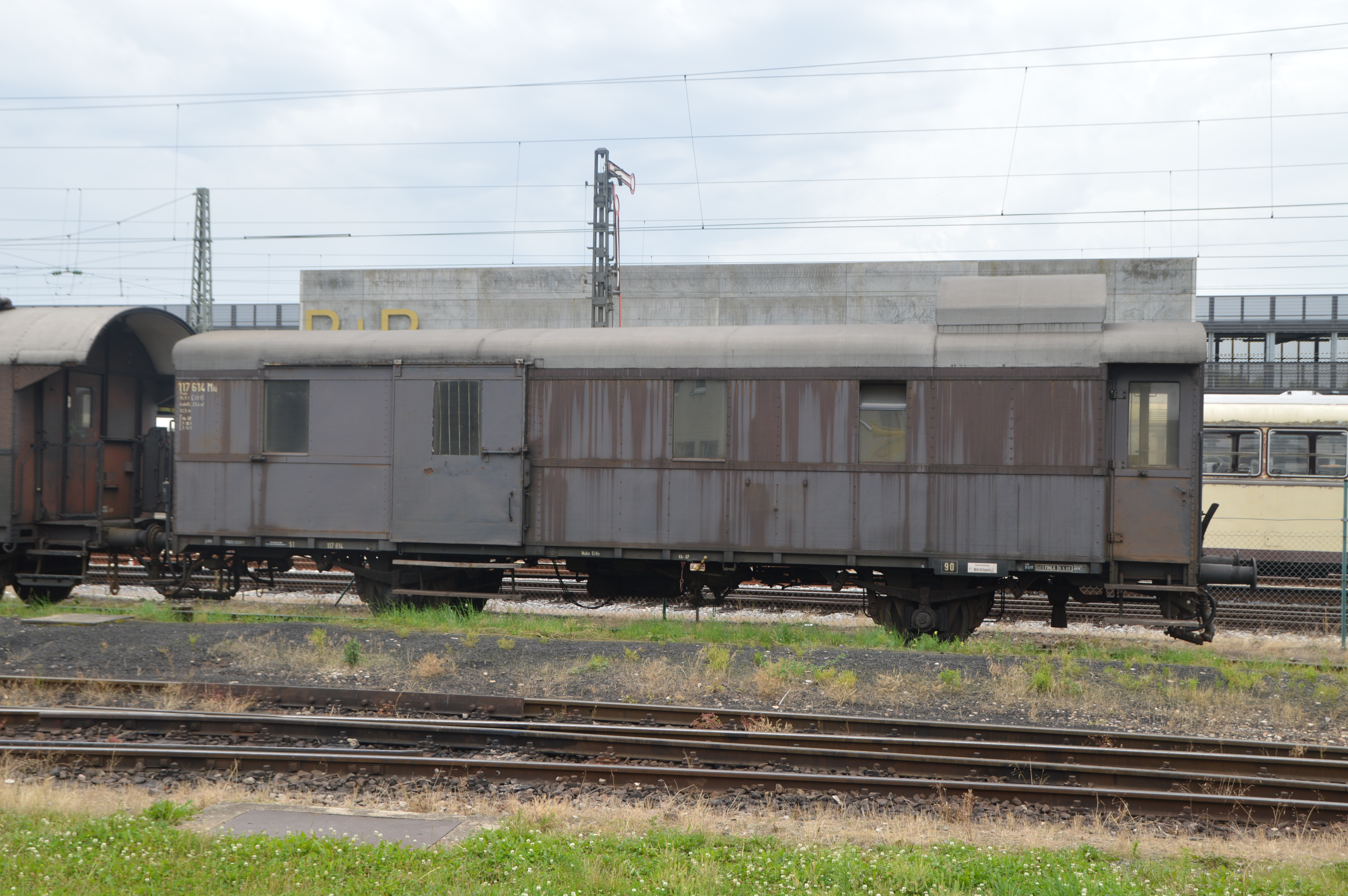
Pwi-31a im Bayerischen Eisenbahnmuseum Nördlingen

Einheits-Nebenbahnwagen sind Eisenbahn-Personenwagen, die von der Deutschen Reichsbahn als Einheitswagen ab 1923 in mehreren Serien für den Betrieb auf kurvenreichen Nebenbahnen beschafft wurden.

## Beschreibung der Bauarten
Für die Nebenbahnen beschaffte die Deutsche Reichsbahn-Gesellschaft in den 1920er-Jahren mehrere Serien der Einheits-Nebenbahnwagen. Diese Wagen wurden auf einem einheitlichen Untergestell aufgebaut, welches wegen der oft kurvenreichen Nebenbahnstrecken kürzer (Länge über Puffer 12,00 m) ausgeführt war als bei den als Donnerbüchsen bekannten Hauptbahnwagen (Länge über Puffer 13,92 m). Die Konstruktion und die Ausführung der einzelnen Bauteile entsprachen jedoch den Donnerbüchsen.
Aufgrund der knappen Finanzmittel und da auf den Nebenbahnen noch eine große Anzahl älterer Länderbahnwagen eingesetzt wurden, blieb es bei verhältnismäßig kleinen Serien der Einheits-Nebenbahnwagen-Typen. Diese wurden größtenteils im schlesischen Netz als Beiwagen zu den Elektrotriebwagen der Baureihe ET 89 eingesetzt.
Ende der 1930er-Jahre wurde das Konzept erneut aufgegriffen. Nach einer Probeserie in Nietbauweise wurden zwei größere Serien von Ci- (91 Stück) und BCi-Wagen (79 Stück) beschafft. Aufgrund des niedrigen Gewichtes wurden zeitgleich auch beide Varianten als Beiwagen mit Ofenheizung gebaut. Geliefert wurden 15 BCiv-34 als VB 140 123–137 und 92 Civ-33 als VB 140 138–229. Optisch unterschieden sie sich von den herkömmlichen Reisezugwagen durch den auffälligen zweifarbigen Triebwagenanstrich.
Wegen ihres geringen Eigengewichts kamen die Wagen vor allem dort zum Einsatz, wo aufgrund von Steigungen nur niedrige Zuglasten befördert werden konnten. Eine der wichtigsten Einsatzstrecken waren bis in die 1960er-Jahre die Höllentalbahn zwischen Freiburg und Neustadt und die davon abzweigende Dreiseenbahn Richtung Seebrugg. Die Beiwagen liefen außer hinter Verbrennungstriebwagen häufig auch mit Akkumulatortriebwagen (ETA). Während des Zweiten Weltkrieges waren bei allen Gattungen erhebliche Verluste zu verzeichnen.
Die Deutsche Bundesbahn baute hauptsächlich die Civ-33 in Steuerwagen für ETA um. Es gab aber auch weiterhin Fahrzeuge, die nur als Beiwagen einsetzbar waren und einige Steuerwagen für Verbrennungstriebwagen. Nach Ausmusterung der letzten ETA wurden die verbliebenen Steuerwagen wieder in den Reisezugwagenpark eingereiht und nach Ablauf der Nutzungsdauer ausgemustert. Die Deutsche Reichsbahn reihte einen Teil der Beiwagen in den Reisezugwagenpark ein und lackierte diese Fahrzeuge im herkömmlichen Grün. Die verbliebenen Beiwagen kamen aufgrund der vorhandenen Eigenheizung meist mit Diesellokomotiven zum Einsatz. Die Palette reichte hier von der Köf bis zur V 100. Die letzten Ausmusterungen erfolgten erst Anfang der 1980er-Jahre.
Erhalten blieben bei der Reichsbahn und der Bundesbahn mehrere Wagen, besonders erwähnenswert ist der Zusammenzug eines kompletten Zuges bei der IG 3-Seenbahn, der zukünftig wieder auf der Höllentalbahn eingesetzt werden soll.

## Eiserne Bauart
| Gattung bis 1928 | Gattung ab 1928    | Sitzplätze | Anzahl | Baujahr(e) | Bemerkungen |
| CDi-23           | CCitr-23 / CCid-23 | 25 / 28    | 20     | 1923       | Nummernreihe 98 001 – 020 |
| Bi-24            | Bi-24              | 32         | 5      | 1926       | Nummernreihe 29 001 – 005 |
| BCi-24           | BCi-24             | 11 / 31    | 5      | 1926       | Nummernreihe 39 001 – 005 |
| Di-24            | Cdi-24             | 56         | 40     | 1926–1927  | Nummernreihe 98 021 – 025 98 030 – 064, 11 Wagen geliefert als Beiwagen zu ET87 (Diel-24), 1934 Umbau von 4 Wagen in Ciuv-24/35 |
| Ci-25            | Ci-25              | 51         | 4      | 1926       | Nummernreihe 98 026 – 029 |

## Austauschbauart, genietet
| Gattung | Sitzplätze | Anzahl | Baujahr(e) | Bemerkungen               |
| Bi-31   | 35         | 5      | 1931       | Nummernreihe 29 006 – 010 |
| BCi-31  | 15 / 30    | 5      | 1931       | Nummernreihe 39 006 – 010 |
| Ci-31   | 56         | 4      | 1931       | Nummernreihe 98 065 – 069 |

## Austauschbauart, geschweißt
| Gattung              | Sitzplätze | Anzahl | Baujahr(e) | Bemerkungen                                                                                                 |
| BCi-32               | 15 + 30    | 1      | 1932       | Probewagen 39 011                                                                                           |
| Ci-32                | 56         | 1      | 1932       | Probewagen 98 070                                                                                           |
| Ci-33, Ci-33a Ci-33b | 56         | 3      | 1933       | Probewagen 98 071 – 73 (Waggonfabriken Wegmann, Uerdingen, Lindner)                                         |
| Ci-33                | 56         | 50     | 1934       | Nummernreihe 98 074 – 163, teilweise geliefert oder später umgebaut zu Triebwagen-Beiwagen (Civ-33 / VB140) |
| BCi-34               | 15 + 30    | 79     | 1934       | Nummernreihe 39 012 – 081, 39 103 – 111, Waggonfabrik Wegmann                                               |
| BCi-34a              | 15 + 30    | 21     | 1934       | Nummernreihe 39 082 – 102, Waggonfabrik Lindner, Konstruktion basierend auf Ci-33b                          |

## Packwagen und kombinierte Post-Packwagen
Die Deutsche Reichsbahn-Gesellschaft beschaffte zunächst sieben Packwagen leichter Bauart die überwiegend als Triebwagenbeiwagen auf der Strecke Hirschberg (Riesengebirge)–Polaun eingesetzt waren. Sie hatten bei einer Länge über Puffer von 12,0 m eine Ladefläche von 21,0 m² und ein Ladegewicht von 6,0 t bei 17,0 t Eigengewicht. Eine größere Serie entstand nach gründlicher Überarbeitung, wobei Bauteile aus dem Austauschbau übernommen wurden. Die Länge über Puffer stieg auf 12,85 m, die Ladefläche auf 21,4 m², das Ladegewicht konnte auf 7,0 t bei nahezu gleichem Eigengewicht von 17,1 t erhöht werden. Die kombinierten Post-Packwagen der Serie von 1934 glichen den Probewagen von 1931.
Für beide Wagentypen wurden auch eine geschweißte Variante entwickelt, jedoch nur Probewagen gebaut.
| Gattung     | Ladegewicht              | Anzahl | Baujahr(e) | Bemerkungen                                                                                  |
| Pwi-29a     | 6.0 t                    | 7      | 1929       | Nummernreihe 117 501 – 007, Austauschbauart, genietet, eine offene Plattform                 |
| Pwi-31a     | 7.0 t                    | 302    | 1931       | Nummernreihe 117 508 – 529, 117 531 – 810, Austauschbauart, genietet, geschlossene Plattform |
| Pwi-32      | 7.0 t                    | 1      | 1932       | Nummernreihe 117 530, Austauschbauart, geschweißt, geschlossene Plattform                    |
| PwPosti-31  | Gepäck 3,2 t Post 2,8 t  | 2      | 1931       | Nummernreihe 102 501 – 502, Oberlichtdach, genietet                                          |
| PwPosti-34  | Gepäck 3,2 t Post 2,8 t  | 50     | 1934       | Nummernreihe 102 503 – 552, Oberlichtdach, genietet                                          |
| PwPosti-34a | Gepäck 3,85 t Post 2,8 t | 2      | 1934       | Nummernreihe 102 553 – 554, Tonnendach, geschweißt                                           |

## Gefangenentransportwagen
Für Gefangenentransporte wurde ab 1928 eine Serie von Einheits-Zellenwagen beschafft. Für diese Wagen wurde das Untergestell der Einheits-Nebenbahnwagen verwendet. Die Wagen besaßen 10 Zweiplatz-Zellen und zwei Vierplatz-Zellen. Weiterhin war auch ein Dienstabteil für zwei Begleiter vorhanden. Ein Wagenübergang war nicht vorhanden. Die Wagen wurden bis 1962 bei der Deutschen Bundesbahn eingesetzt.
| Gattung | Sitzplätze | Anzahl | Baujahr(e) | Bemerkungen               |
| Z-26    | 4 + 30     | 7      | 1928–1929  | Nummernreihe 10 011 – 016 |
| Z-28    | 4 + 28     | 20     | 1928–1929  | Nummernreihe 10 017 – 036 |
| Z-30    | 4 + 28     | 10     | 1930       | Nummernreihe 10 037 – 046 |

## Andere leichte Bauarten

### Bauart Langenschwalbach
Für einige Strecken mit ungünstigen Steigungsverhältnissen hatten die Preußischen Bahnen vierachsige Wagen leichter Bauart beschafft. Um den Bedarf zu decken beschafften die Deutsche Reichsbahn-Gesellschaft in den Jahren 1929 neue Wagen, die jedoch in ihrer Ausführung den Schnellzugwagen der Austauschbauart ähnelten. Die Wagen der 3. Klasse, 3./4. Klasse und 4. Klasse hatten hierbei die gleichen Abmessungen und unterschieden sich äußerlich durch die geschlossenen Plattformen bei der 3. Klasse und offenen Plattformen bei der 4. Klasse. Sie liefen auf Drehgestellen der Bauart Langenschwalbach mit 2,0 m Achsstand, die BC4i-Wagen waren mit einer Länge über Puffer von 14.400 mm deutlich länger als die Wagen der 3. und 4. Klasse mit 13.000 mm Länge über Puffer. Da die Einheits-Nebenbahnwagen bei Vergleichsfahrten auf der Strecke Hirschberg-Polaun eine geringere Radreifenabnutzung bei geringerem Gewicht ergaben (C4i pr 23 mit 22,9 t gegenüber Ci-25 mit 16,2 t), wurde diese Bauart nicht weiter beschafft.
| Gattung    | Sitzplätze | Anzahl | Baujahr(e) | Bemerkungen |
| BC4i pr 23 | 16 / 36    | 5      | 1924       | Nummernreihe 35 993 – 997, 2. Klasse geschlossene Abteile und offene Plattform, 3. Klasse offene Abteile und geschlossene Plattform |
| C4i pr 23  | 54         | 4      | 1924       | Nummernreihe 79 976 – 979, zwei geschlossene Plattformen                                                                            |
| CD4i pr 23 | 27 / 15    | 9      | 1924       | Nummernreihe 79 980 – 988, 1 offene und 1 geschlossene Plattform                                                                    |
| D4i pr 23  | 32         | 10     | 1924       | Nummernreihe 79 989 – 998, beidseitig offene Bühnen                                                                                 |

### Bayerische Lokalbahnwagen
Die Gruppenverwaltung Bayern beschaffte in den Jahren 1923–1929 noch eine Serie Lokalbahnwagen der 3. Klasse. Diese entsprachen weitestgehend den in den Jahren 1911–1914 beschafften Wagen mit 6,2 m Achsstand (CL bay 14 nach Zeichnung 6057.3).
| Gattung   | Sitzplätze | Anzahl | Baujahr(e) | Bemerkungen                |
| CL bay 29 | 56         | 44     | 1929       | Nummernreihe 8 236 – 8 279 |